# Amarte es mi pecado
 (juin 2022).
Si vous disposez d'ouvrages ou d'articles de référence ou si vous connaissez des sites web de qualité traitant du thème abordé ici, merci de compléter l'article en donnant les références utiles à sa vérifiabilité et en les liant à la section « Notes et références ».
Amarte es mi pecado est une telenovela mexicaine diffusée en 2004 sur Canal de las Estrellas.

## Distribution
- Yadhira Carrillo : Leonora "Nora" Guzmán Madrigal de Horta de Sandoval
- Sergio Sendel : Arturo Sandoval de Anda
- Tiare Scanda : Casilda Gómez Villain. Il Devient bon
- Alexis Ayala : Don Leonardo Muñoz  ,Villain
- Sergio Ramos : Slivero Almazán     Tue Par Sergio
- Margarita Isabel : Alejandra Madrigal de Horta†, tué par Casilda et Isaura
- Alessandra Rosaldo : Paulina Miranda
- Erika Buenfil : Gisela de López Monfort, Villain, perd sa fortune
- René Casados : Juan Carlos Orellana†, tué par Sergio
- Luis Gimeno : Clemente Sandoval
- Adriana Roel : Gertrudis de Reyes, Villain, se terminant en ruine
- Antonio Medellín : Heriberto Reyes, Villain, finit en prison
- Aarón Hernán : Joaquín Arcadio
- Luis Bayardo : Manolo Tapia
- Óscar Servin : Roque Ramos
- Antonio Miguel : Víctor Garduño†, Villain, meurt dans une fusillade à la finale
- Roberto Antúnez : Genaro Hernán
- Emilia Carranza : Pilar Cansino, tué par Isaura
- Alonso Echánove : Felipe Fernández Del Ara
- Xavier Marc : Evaristo López Monfort†, Villain, perd sa fortune, et le suicide
- Silvia Manríquez : Ana María Fernández del Ara
- Zully Moreno : Ágatha Buenaventura
- María Prado : Cholé Ocampo
- Odiseo Bichir : Sergio Samaniego, Villain. Finit en prison
- Macaria : Dra. Clara Santacruz
- Silvia Pasquel : Dona Isaura Avilla
- Alejandro Ruiz : Diego Fernández Del Ara
- Ingrid Martz : Renata Quiroga
- Jan : Roberto Peña
- José Ángel García : Julián Quiroga
- Verónica Jaspeado : Mirta Fernández del Ara
- Mauricio Aspe : Rafael Almazán Miranda
- Dacia Arcaráz : Diana† tué par Sergio
- Germán Gutiérrez : Osvaldo Quintero
- David Ramos : Pepe Luis Reséndez
- Sergio Ochoa : Mariano Pacheco
- Bibelot Mansur : Pascuala Ocampo
- Tatiana Rodríguez : Jessica Del Valle
- Juan Carlos Casasola : Gonzalo Carrera
- Roberto Ballesteros : Marcelo Previni
- Manuel Ojeda : Don Jacobo Guzmán
- Juan Peláez : Carmelo Quintero
- Sergio Reynoso : Félix Palacios García tué par Sergio (finale)
- Samuel Gallegos : Guardaespalas de Félix Palacios
- Gabriela Goldsmith : Kathy de Quiroga
- Ofelia Guilmáin : Doña Covadonga Linares de Almazán
- Benjamín Islas : Detective Toscano
- Graciela Bernardos : Bettina Riquelme
- Lidise Pousa : Claudia Rivas
- Julio Monterde : Padre Javier Lucio
- Hugo Macías Macotela : Padre Benigno
- Beatriz Monroy : Luisa
- Eduardo Lugo : Mariano
- Aleyda Gallardo : Raquel
- Susana Lozano : Gilda
- Josefina Echánove : Damiana Mendiola
- Esther Guilmáin : Micaela Montalvo
- Ramón Menéndez : Ingeniero del área de Aviación
- Baltazar Oviedo : Juan Salvador Rodríguez
- Eugenio Cobo : Hipólito
- Alberto Loztin : José Jorge Gastelum
- Jorge Santana : Fito (Joven)
- Patricia Rivera : Doña Carolina Barrios
- Ninón Sevilla : Doña Galia de Caridad
- Jerardo : Agustín
- Laura Sotelo : Dulce
- Humberto Dupeyrón : Omar
- Conrado Osorio : Sandro
- Sergio Sánchez : Dr Bermúdez
- Felipe Nájera : Voz de Felipe Fernández Del Ara
- Jorge Ulises : Escolta César
- Farah Abud : Cristina Palacios Moret
- Verónica Toussaint : Jazmín
- Virginia Gimeno : Rebeca Duarte
- Óscar Ferretti : Baltazar Duarte
- Irene Azuela : Terapeuta de Ana María
- Berenice Noriega : Modelo
- Norma Reyna : Faustina
- Michelle Ramaglia : Aeromoza
- Pablo Zuack : Recepcionista
- Andrea Legarreta : conducteur
- Ernesto Laguardia : conducteur
- Charly Santana : Fito (jeune)
- Valentina Cuenca : Nora (jeune)/Alejandra (ami de Nora)
- Galilea Montijo : Galilea
- Audrey Vera
- Rocío Yaber
- Mario del Río
- Marina Marín
- Ernesto Bojalil
- Omar Espino
- Pilar Ramírez
- Mauricio Roldán
- Xorge Noble
- Alfredo Palacios
- Floribel Alejandre
- Jaime Genner
- Ángel de Mendoza
- Uriel Regalado
- Alyosha Barreiro
- Arantza Ruiz

## Diffusion internationale
| Pays                   | Chaîne                         | Titre               | Série première |
| ---------------------- | ------------------------------ | ------------------- | -------------- |
| Mexique                | Canal de las Estrellas         | Amarte es mi pecado | 5 janvier 2004 |
| Mexique                | TLNovelas                      | Amarte es mi pecado |                |
| Chili                  | Mega Telecanal                 | Amarte es mi pecado |                |
| Équateur               | Gama TV                        | Amarte es mi pecado |                |
| République dominicaine | Telemicro Antena Latina        | Amarte es mi pecado |                |
| Pérou                  | América Televisión             | Amarte es mi pecado |                |
| Colombie               | Canal RCN                      | Amarte es mi pecado |                |
| Porto Rico             | Telemundo Porto Rico Univision | Amarte es mi pecado |                |
| Venezuela              | Venevisión                     | Amarte es mi pecado |                |
| Paraguay               | Telefuturo                     | Amarte es mi pecado |                |
| États-Unis             | Univision                      | Amarte es mi pecado |                |
| Argentine              | Telefe                         | Amarte es mi pecado |                |
| Pologne                | TVN                            | Grzesznica          |                |

### Sources
- (es) Cet article est partiellement ou en totalité issu de l’article de Wikipédia en espagnol intitulé « Amarte es mi pecado » (voir la liste des auteurs).